# Omarlicowate

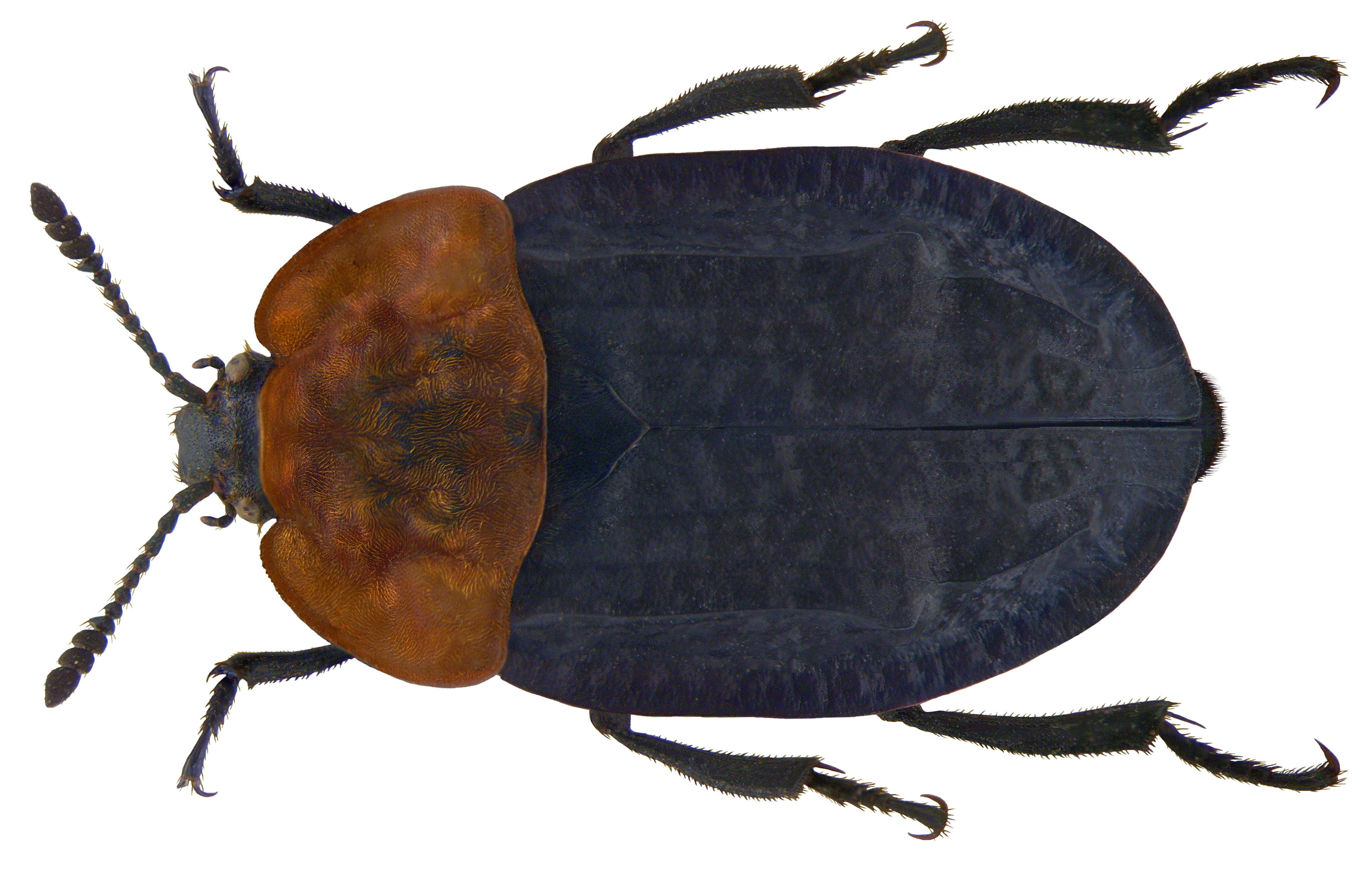
Ścierwiec (Oiceoptoma thoracicum)

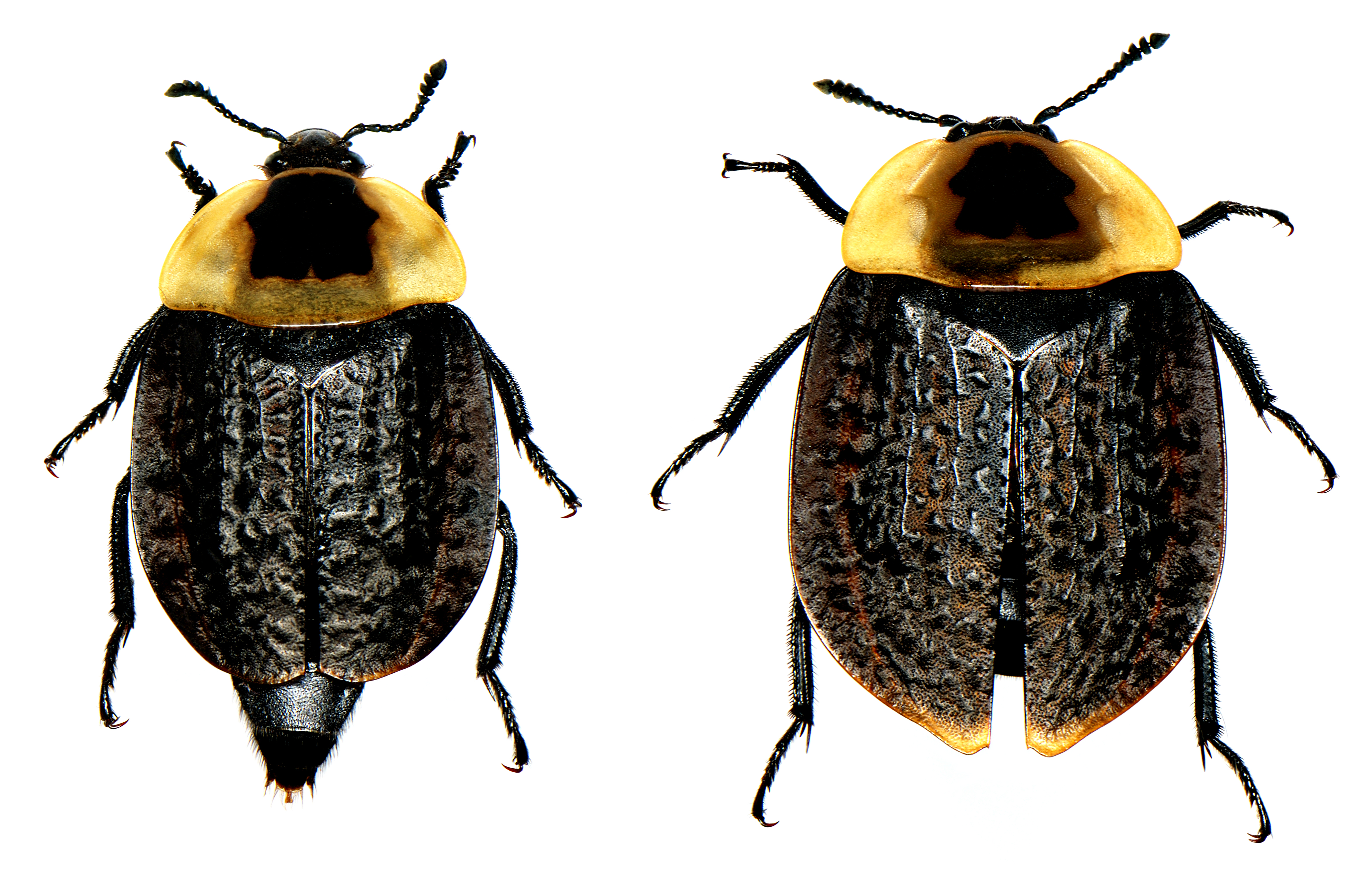
Necrophila americana: samiec i samica

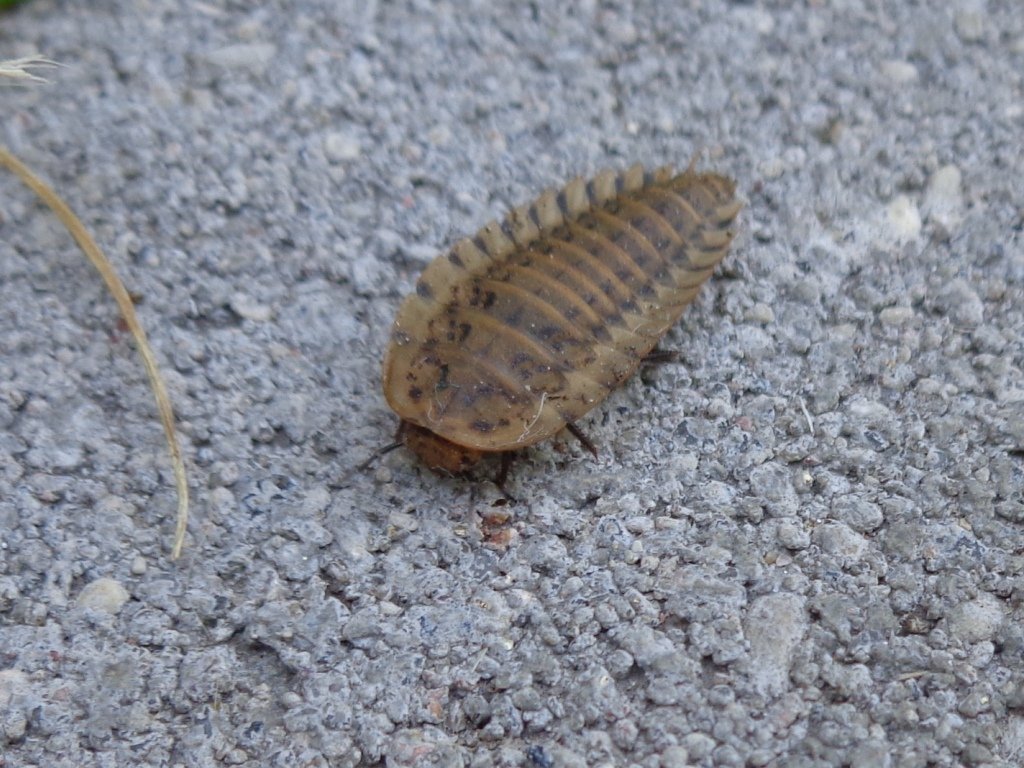
Larwa omarlicy ciemnej (Silpha obscura)

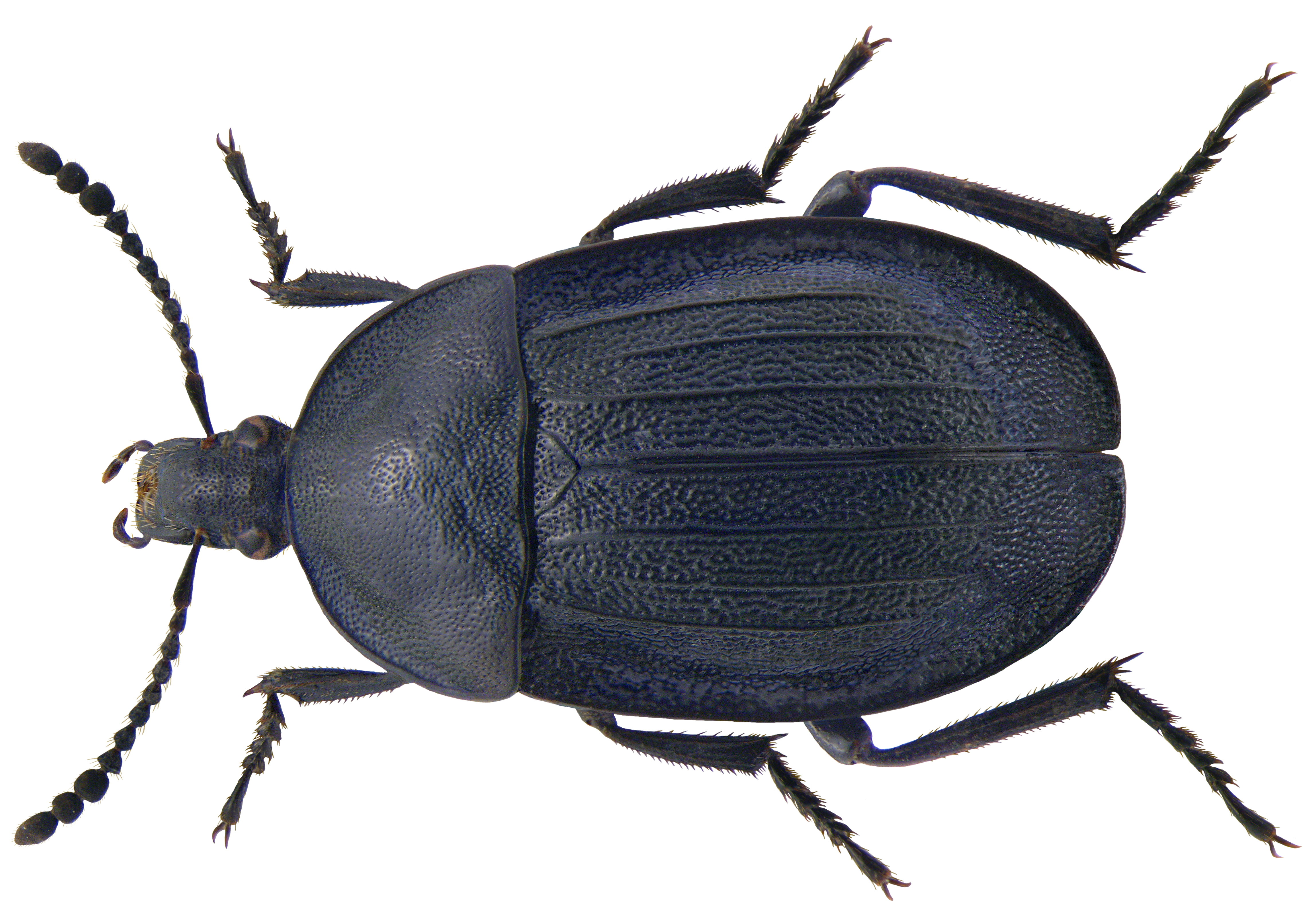
Zaciemka czarna (Phosphuga atrata)

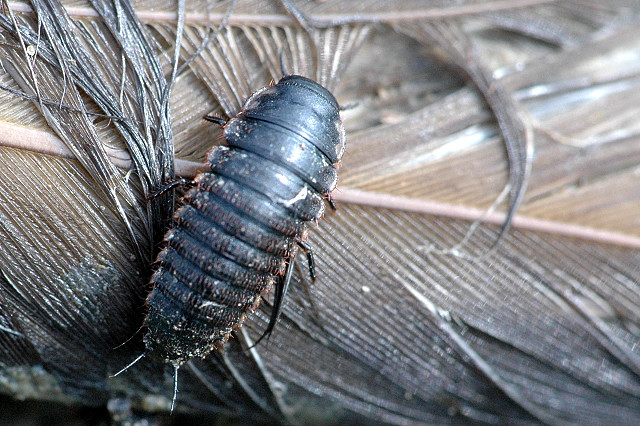
Larwa pościerwki (Thantophilus sp.)

Omarlicowate (Silphidae) – rodzina chrząszczy z podrzędu wielożernych i nadrodziny Staphylinoidea. Takson kosmopolityczny, ale głównie holarktyczny. Obejmuje 183 gatunki. Większość to padlinożercy. Częste jest też drapieżnictwo, w tym wyspecjalizowane. Gatunki roślinożerne są nieliczne. Przedstawiciele jednej podrodziny wykazują zachowania społeczne i troskę o potomstwo u obojga rodziców.

## Taksonomia
Takson ten wprowadzony został po raz pierwszy przez P.-A. Latreille’a w 1807 roku. Dawniej obejmował również Agrytidae w randze podrodziny. Obecnie zalicza się do niego tylko dwie podrodziny: Silphinae i Nicrophorinae. Łącznie obejmują one 183 gatunki należące do 15 rodzajów.

## Opis
Owady dorosłe jak i larwy o różnorodnych kształtach.
Ciało dorosłych chrząszczy ma długość od 7 do 45 mm (przeciętnie 10–20 mm) i kształt owalny do podłużnego z wyłupiastymi oczami, spłaszczony do silnie wypukłego. Ubarwienie zwykle ciemne, czasem z jaskrawymi znakami barwy od żółtej do czerwonej. Głowa zwykle krótka, niekiedy ryjkowato wydłużona, pozbawiona przyoczek na czole. Jedenastoczłonowe czułki są osadzone po bokach głowy i mają formę maczugowatą (Silphinae) lub z wyraźnie odgraniczoną buławką (Nicrophorinae). Ich czwarty człon może być zredukowany, a ostatnie trzy człony pokryte mikroszczecinkami. Przedplecze najczęściej trapezowate, zwykle mniej lub więcej na przodzie wcięte. Tarczka często bardzo duża. Pokrywy przykrywają cały odwłok lub odsłaniają od 1 do 5 jego segmentów. Powierzchnia pokryw z nieregularnym pomarszczeniem, bezładnym punktowaniem, dziewięcioma rządkami punktów albo kilkoma żeberkami.
Larwy kampodealne lub pędrakowate. Mają aparat gębowy bez płatka molarnego na żuwaczkach oraz z szeroką, podzieloną wierzchołkowo malą, wyposażoną w szczecinki na płacie zewnętrznym. Zwykle występują u nich dwuczłonowe, stawowo połączone urogomfy.

## Biologia i ekologia
Większość gatunków jest padlinożerna, a wiele z nich jest również drapieżnych i zjada innych przedstawicieli nekrofauny, np. jaja i czerwie muchówek. Niektóre gatunki są wyłącznie drapieżne. Część z nich jest wyspecjalizowana w określonym typie ofiary, np. zaciemka czarna (Phosphuga atrata) jest ślimakożerna, a omarlica czterokropkowa poluje na gąsienice. Nieliczne gatunki są fitofagami, np. z rodzaju Aclypea. Atraktorami niektórych gatunków są rozkładające się grzyby lub rośliny oraz odchody.
Larwy gatunków nekrofagicznych żywią się padliną, przy czym każdą z podrodzin cechuje odmienna strategia rozrodcza. Silphinae wybierają truchła większych kręgowców i składają jaja na lub do gleby w ich pobliżu, po czym więcej się nimi nie interesują. Nicrophorinae są subsocjalne i obaj rodzice wykazują troskę rodzicielską o potomstwo. Samce po znalezieniu padliny małego kręgowca przywabiają samice feromonami. Następnie para wspólnie zakopuje truchło, po czym odziera je ze skóry, formuje w kulę i zabezpiecza wydzielinami o działaniu przeciwmikrobowym. Następnie samica tworzy w niej jamkę, w której składa jaja. Rodzice karmią wyklute larwy zwracanym pokarmem, a samica pozostaje z nimi do zakończenia ich rozwoju.

### Techniki obronne
U wielu gatunków występuje ubarwienie ostrzegawcze np. w formie jaskrawopomarańczowych wzorów na pokrywach, które może odstraszać drapieżniki. U obu podrodzin występuje na końcu odwłoka gruczoł rektalny, wydzielający substancje obronne. Najczęściej wydzielina ma postać brunatnej kropli, ale Necrodes surnamensis potrafi ją rozpylać, w dodatku, dzięki dużej ruchomości końcówki odwłoka, w dowolnym kierunku. Wydzielina u wielu rodzajów zawiera około 4,5% roztwór amoniaku, ale np. u N. surnamensis zawiera m.in. kwas kapronowy, kwas kaprylowy oraz terpenoidy, w tym nekrodany. Wydzielina owych gruczołów może u drapieżników służyć również do ataku, np. u Ablattaria laevigata.

## Rozprzestrzenienie
Rodzina kosmopolityczna, jednak głównie holarktyczna, przy czym większość gatunków zasiedla strefę umiarkowaną Palearktyki. W strefie tropikalnej skrajnie rzadka, ze względu na przegrywanie konkurencji o padlinę z tamtejszymi mrówkami i muchówkami.
W Polsce występują 22 gatunki (zobacz: omarlicowate Polski).

## Znaczenie
Gatunki padlinożerne odgrywają ważną rolę w rozkładzie i obiegu materii w ekosystemach lądowych. Niektóre z nich wykorzystuje się w entomologii sądowej do oznaczania czasu zgonu, aczkolwiek grupa ta jest słabiej poznana pod tym względem niż muchówki. Jeden z gatunków roślinożernych: omarliniec włochaty (Aclypea opaca), notowany bywa jako szkodnik buraków cukrowych.